# Kvitsøy
Kvitsøy est une kommune de Norvège. Elle est située dans le comté de Rogaland.  

## Description
L'île de Kvitsøy est l'une des 167 îles et récifs qui composent la municipalité.
Ydstebøhamn est le centre administratif de cette municipalité.

## Faune et flore
Hormis les phoques et les petits dauphins, il n'y a pas de mammifères. Cependant, les îles ont une riche vie d'oiseaux marins. Une variété de plantes ont trouvé leur chemin vers les îles. En plus des plantes indigènes, il existe également des plantes qui y ont été introduites par le déversement des déchets des navires avant d'entrer dans le port de Stavanger.

## Histoire
Kvitsøy est mentionné pour la première fois dans la saga Edda de Snorri (voir article : Histoire de la Norvège). Là, la paix de 1208, qui mit fin à la guerre civile entre Birkebeiners et Baglerns, fut conclue entre Inge II de Norvège, Håkon Galin et Philippe Ier de Norvège.

## Caractéristiques touristiques

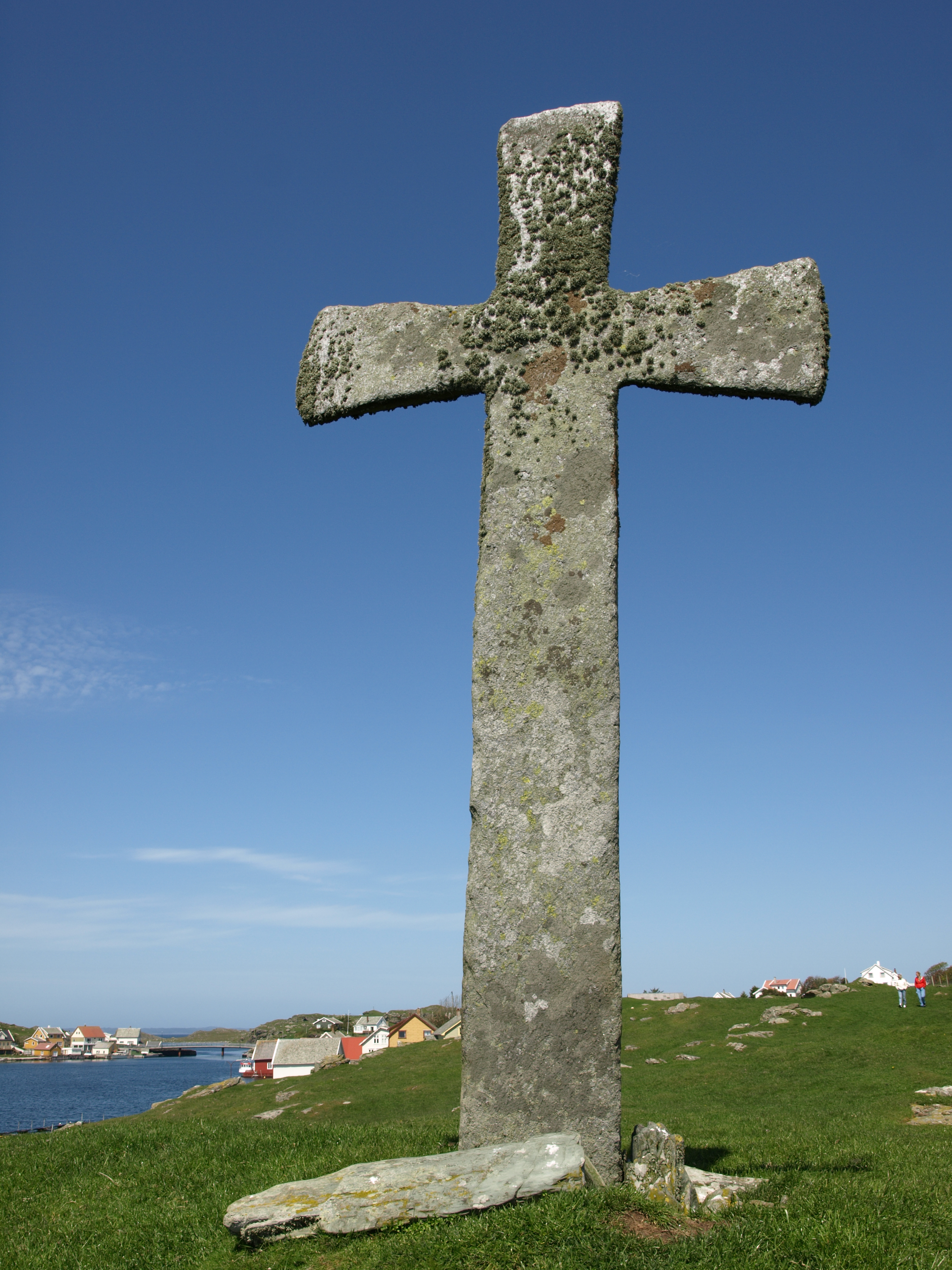
Croix depierre

- Sur Kvitsøy, il y a une croix en pierre de 3,90 m de haut datant de l'époque de la christianisation de la Norvège. On dit que c'est la croix de pierre la plus grande et la mieux conservée de Norvège. En plus d'être un symbole chrétien, il servait également de repère maritime. Il a probablement été construit vers 1000 au plus tard. En 1016, le roi Olav le Saint aurait été avec Erling Skjalgsson à la croix.
- À côté de la croix se trouvent les murs de fondation de St. Clemenskirche. Selon la légende, il a été démoli en 1270. Les fonts baptismaux de l'église St. Clement ont été retrouvés et sont utilisés aujourd'hui dans l'église de l'île construite en 1620.
- Le phare de Kvitsøy de 18 mètres de haut a été construit en 1829. En 1859, il a été surélevé de 7 m et le phare est maintenant à 45 m au-dessus du niveau de la mer. Le phare a été électrifié en 1938 et est passé au fonctionnement automatique en 1969.